# Kedungwungu (Anjatan)
Kedungwungu is een bestuurslaag in het regentschap Indramayu van de provincie West-Java, Indonesië. Kedungwungu telt 8013 inwoners (volkstelling 2010).